# Keude Alue Rheing
Keude Alue Rheing is een bestuurslaag in het regentschap Bireuen van de provincie Atjeh, Indonesië. Keude Alue Rheing telt 160 inwoners (volkstelling 2010).